# University Microfilms International
University Microfilms International ou UMI, foi fundado na década de 1930 por Eugene Power em Ann Arbor. Em junho de 1938, Power trabalhou em dois quartos alugados no centro de Ann Arbor, especializando-se em microfotografia para preservar acervos de bibliotecas. Isto foi a fundação da University Microfilms International e ProQuest.
Logo após, Power propos filmar teses, fornecendo aos estudantes graduados uma alternativa econômica ao material impresso, como meio de obter as publicações necessárias em suas teses. Atualmente, a maioria das instituições educacionais dos Estados Unidos publica suas teses de doutorado na UMI.
Em 1989 "a UMI retornou a suas raízes da Segunda Guerra Mundial e estabeleceu uma divisão de preservação dedicada à capturar e preservar conteúdo intelectual sendo perdido devido à deterioração material.
Em 1995 a UMI tornou alguns bancos de dados disponíveis sem custo, que foi a origem do ProQuest Online Information Service.

## References
1. 1 2  ProQuest "About Us" page